# 힐즈버러 참사

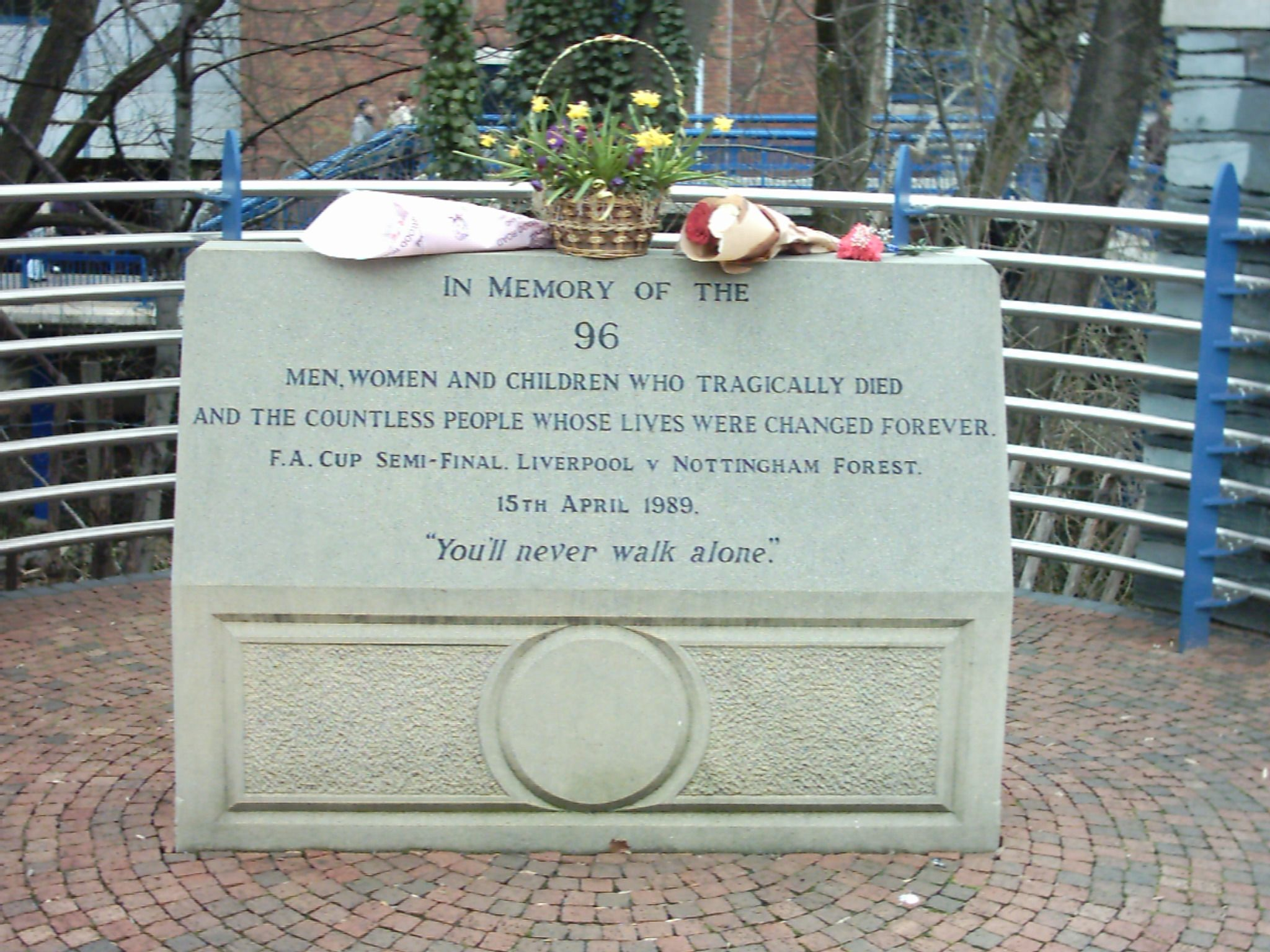
희생자를 위한 추모석

힐즈버러 참사(영어: Hillsborough disaster)는 1989년 4월 15일 현 잉글랜드 EFL 챔피언십 소속팀 셰필드 웬즈데이의 홈 구장인 힐즈버러 스타디움에서 발생한 사건으로 당시 이 경기장에서 열린 리버풀 FC와 노팅엄 포리스트간의 1988-89 시즌 FA컵 준결승전 경기를 관람하기 위해 25,000여명의 리버풀 팬들이 찾아왔는데 좁은 공간에 축구팬들이 너무 많이 몰리면서 킥오프 이후 97명이 사망했으며 이 사건 이후 영국의 모든 스타디움에는 기존의 입석 형태가 아닌 좌석 형태의 좌석을 갖추고 보호 철망을 철거하게 되었다.

## 참사

### 사건 발생 이전
당시 힐즈버러 스타디움의 구조는 큰 경기가 있을 때마다 다른 팀의 팬들끼리는 격리 수용할 수 있도록 되어 있었고 리버풀의 팬들은 경기장의 한쪽 끝인 리핑 레인(Leppings Lane)에 자리를 잡았다.
3시에 경기 시작이 예정되어 있었는데 팬들은 경기 15분전까지 자리를 찾아야 한다고 안내하였으며 경기 당일 텔레비전과 라디오에서는 티켓을 지니지 않은 팬들은 오지 말라고 안내하였다.
오후 2시 30분과 2시 40분 사이에 약 5,000명 가량으로 추정되는 수의 팬들이 경기가 시작되기도 전에 경기장에 입장하기 위해서 한꺼번에 몰리는 바람에 입장구의 회전문(turnstyle)으로 몰려드는 인파 때문에 병목 현상이 생겨 이로 인해 사고가 날 것을 우려한 경찰은 출구로 사용하던 일부 문을 개방하였고결국 이 문을 통해 지나치게 많은 수의 관중들이 입장하고 말았다.

### 사건 발생
이 때문에 수천명의 관중들이 입석으로 향하는 좁은 터널에 몰렸음에도 경기장 중앙부에는 이미 많은 수의 관중들이 있었다.
하지만 터널 뒤쪽에 있던 사람들은 앞의 상황을 몰랐기 때문에 계속해서 앞 사람을 밀었고 이는 입석 앞쪽에서 발생한 사고의 원인이 되었다.
평소에는 수용 한계 인원에 다다르면 경찰 또는 직원이 터널의 입구에 서서 진입을 막고 다른 곳으로 입장하도록 안내했지만, 이 날은 그리 하지 않았고, 그 이유는 여전히 제대로 해명되지 않았다.
입석 앞쪽에서 발생한 이 문제를 다른 곳에 있는 사람들은 경기에 빠져들어 눈치채지 못하고 있었다.
3시 6분 일부 팬들이 지나치게 붐비는 곳에서 빠져나오기 위해 펜스를 타고 오르기 시작하자 경찰이 권고하여 심판은 경기를 잠시 중단시켰다.
이 때 관중들은 펜스에 있는 작은 문을 억지로 열었고, 이를 통해 그 곳을 빠져나왔고 리핑 레인 바로 위에 있던 웨스트 스탠드의 관중들은 뒷사람이 당겨주어 무사하였다.
팬들은 펜스에 매우 빽빽하게 몰려 있었고 이로 인해 많은 이들이 압력으로 질식사하고 말았고 관중석은 순식간에 아수라장이 되었다.
경찰과 직원, 구급 대원만으로는 사태를 처리할 수 없었고 부상당하지 않은 일부 관중들은 심폐소생술을 실시하며 부상당한 관중들을 도왔고 일부는 경찰, 직원들의 거짓 변명을 가차없이 반박했다.
사건이 발생한 후에도 일부 경찰관들은 리버풀의 관중들이 노팅엄 포리스트 관중들 쪽으로 가는 것을 막기 위해 사고가 난 곳의 4분의 3에 저지선을 쳤으며 일부 팬들은 부상당한 관중들을 직접 구급차로 데려가기 위해 경찰의 저지선을 넘어가려 했으나 저지당했다.

### 여파
당일에 죽은 사람만 94명이었으며 766명의 팬들이 부상당했고 300여명이 입원하였다.
4일 후에 14살의 소년 리 니콜이 병원에서 사망하면서 사망자는 95명이 되었고 1993년 3월에는 4년간 혼수 상태에 빠져있던 토니 블랜드가 사망하며 사망자는 96명이 되었으며 2021년 7월 27일에는 리버풀 FC의 팬이었던 앤드류 디바인이 힐스버러 참사 당시 입은 심각한 뇌손상으로 32년동안 투병하다가 리버풀의 한 병원에서 숨을 거두면서 공식적인 총 사망자는 97명으로 집계되었다.
당시 이 사고는 BBC의 Grandstand에서 생중계되었고 이 사고로 인해 영국 국민들은 큰 충격을 받았으며 이후 사건 발생 27년만인 2016년 4월 26일 영국 대법원은 당시 안전 책임자였던 데이비드 두컨필드 경정을 비롯한 6명을 형사 범죄로 기소하면서 정의가 구현되었다.
고인들을 기리는 의식이 리버풀 FC의 홈구장인 안필드의 빌 생클리 문에서 있었고 1999년에 힐즈버러 스타디움에서도 있었으며 리버풀 성당의 남쪽 도로에는 이들을 기리기 위한 추모석이 있다.

## 같이 보기
- 헤이젤 참사
- 이태원 참사